# Dżanlawyn Narancacralt
Dżanlawyn Narancacralt (mong. Жанлавын Наранцацралт; ur. 10 lipca 1957 na terenie ajmaku środkowogobijskiego, zm. 12 listopada 2007 na terenie ajmaku centralnego) – mongolski polityk i geograf, poseł do mongolskiego parlamentu, burmistrz Ułan Bator, minister oraz premier Mongolii w latach 1998–1999. Polityk Partii Demokratycznej.

## Życiorys
Studiował w ZSRR – najpierw na Białoruskim Uniwersytecie Państwowym w Mińsku, a później na Uniwersytecie Moskiewskim im. Łomonosowa, gdzie obronił doktorat. Odbył także staże naukowe na uniwersytetach w Indiach, Japonii i Korei Południowej. Był specjalistą od planowania przestrzennego.
Początkowo poświęcił się karierze naukowej, ale po przemianach ustrojowych w Mongolii i upadku komunizmu, związał się z Partią Demokratyczną. Na początku lat 90. był ekspertem w ministerstwie środowiska.
W roku 1996 został wybrany na urząd burmistrza Ułan Bator i pełnił go z sukcesami do 1998.
Od 9 grudnia 1998 do 22 lipca 1999 pełnił funkcję premiera Mongolii, którą objął jako kandydat najbardziej kompromisowy po tym, jak pięciu kolejnych kandydatów zostało odrzuconych przez parlament. Odszedł ze stanowiska w wyniku oskarżeń o nieprawidłowości w sprzedaży państwowej firmy rosyjsko-mongolskiej spółce joint venture.
Po zakończeniu pracy w rządzie powrócił na krótko do pracy naukowej na Państwowym Uniwersytecie Mongolskim. W wyborach parlamentarnych w 2000 roku został posłem do Wielkiego Churału Państwowego. Pełnił także funkcję Ministra Środowiska, a od 6 lutego 2006 był ministrem ds. budownictwa i planowania przestrzennego.
W marcu 2007 roku został przewodniczącym Partii Demokratycznej, zastępując na tym stanowisku Mendsajchany Enchsajchana.
Zginął tragicznie w wypadku samochodowym 12 listopada 2007 na terenie ajmaku centralnego w wieku 50 lat.

## Życie prywatne
Był żonaty i miał dwoję dzieci. Od czasów studiów w ZSRR mówił płynnie po rosyjsku.